# Jeisson Vargas
Jeisson Andrés Vargas Salazar (* 15. September 1997 in Santiago) ist ein chilenischer Fußballspieler. Der offensive Mittelfeldspieler gewann zwei chilenische Meisterschaften. 

## Karriere

### Verein
Jeisson Vargas kam im Alter von 14 Jahren in die Jugend von Universidad Católica. Im Dezember 2014 gab er beim Hauptstadtklub sein Debüt in der Profimannschaft. Er gewann mit den Cruzados die Meisterschaft der Clausura 2015/16. Im August 2016 erwarb die Grupo Saputo, Eigentümer des MLS-Klubs Montreal Impact, für 3,1 Mio. US-Dollar 60 % der Transferrechte und verlieh diesen direkt für ein Jahr an den argentinischen Erstligisten Estudiantes de La Plata. Nach einer erneuten Leihe zurück bei Universidad Católica spielte er ein Jahr in Montreal, wurde aber nach dem Kauf der fehlenden Anteile am Spieler im November 2018 im Februar 2019 erneut zu Universidad Católica verliehen. In dieser Zeit wurde er wegen intrafamiliärer Gewalt gegenüber seiner Frau angezeigt. Ende 2019 wurde sein Vertrag mit Montreal aufgelöst.
Am 10. Januar gab Unión La Calera die Verpflichtung von Vargas bekannt. Zur Saison 2022 wechselte der Mittelfeldspieler zu Universidad de Chile. Im Januar 2023 wurde er für sechs Monate an den katarischen Verein al-Rayyan SC verliehen. Anfang 2024 kehrte er nach Chile zurück und ging zum CD Huachipato. Nach knapp neun Monaten löste Vargas seinen Vertrag mit Huachipato auf, um in Europa weiter Fußball zu spielen. Er stand vor der Unterschrift bei Bosniens Erstligisten Željezničar, letztlich scheiterte der Vertrag an Dokumenten. Da in den meisten Ligen das Transferfenster bereits geschlossen war, blieb der Offensivakteur vereinslos.

### Nationalmannschaft
Jeisson Vargas nahm 2015 mit der U20-Nationalmannschaft am L'Alcúdia-Turnier in Spanien teil, das die junge La Roja gewinnen konnte.

## Erfolge
Universidad Católica
- Chilenischer Meister: 2015/16-C, 2019
- Chilenischer Supercup-Sieger: 2019

U20 Chile
- L'Alcúdia-Turnier: 2015